# Shitang (köpinghuvudort i Kina, Jiangxi Sheng, lat 28,11, long 117,84)
Shitang (kinesiska: 石塘) är en köpinghuvudort i Kina. Den ligger i provinsen Jiangxi, i den sydöstra delen av landet, omkring 200 kilometer öster om provinshuvudstaden Nanchang. Antalet invånare är 16 258. Befolkningen består av 7 926 kvinnor och 8 332 män. Barn under 15 år utgör 20,0 %, vuxna 15-64 år 71 %, och äldre över 65 år 7,0 %.
Runt Shitang är det ganska tätbefolkat, med 160 invånare per kvadratkilometer. Närmaste större samhälle är Yongping, 13,0 km nordväst om Shitang. I omgivningarna runt Shitang växer i huvudsak blandskog.
Genomsnittlig årsnederbörd är 2 755 millimeter. Den regnigaste månaden är juni, med i genomsnitt 477 mm nederbörd, och den torraste är oktober, med 35 mm nederbörd.